# 弗拉基米尔·萨尔多
弗拉基米尔·瓦西里耶维奇·萨尔多（羅馬化：Vladimir Vasilyevich Saldo；1956年6月12日—），烏克蘭親俄合作者。他同时也是已被乌克兰当局取締的親俄小型政黨弗拉基米尔·萨尔多集团的黨魁。

## 早年經歷
萨尔多出生於尼古拉耶夫，1978年畢業於克里沃罗格矿业学院，取得工業及土木建築學位，後又於2008年獲得經濟學博士學位。

## 從政

### 早期
萨尔多於1998年至2002年期間是赫爾松市議員。2001年加入地區黨，任該黨在赫爾松州支部的負責人。2001年至2002年任赫爾松州負責建築、住房及社區服務的副州長。2002年至2012年任赫爾松市長。2012年至2014年任第七屆最高拉达議員，並擔任最高拉达的建築、城市規劃、住房及社區服務及區域政策委員會的副主席。2014年1月16日，他投票支持反示威法，這部法律被親歐盟人士稱為「獨裁法」。
2015年，他以我們的土地黨黨員的身份競選赫爾松市長，但在第二輪投票時退選。同年當選赫爾松市議員。2020年，他創立了弗拉基米尔·萨尔多集团並參加赫爾松市長選舉，被伊戈爾·科雷哈耶夫擊敗。

### 與俄羅斯合作
2022年俄羅斯入侵烏克蘭，俄軍佔領了赫爾松，他選擇與俄軍合作，出任和平與秩序拯救委員會副主席。3月17日，烏克蘭總檢察長辦公室宣佈他涉嫌犯有叛國罪，已啟動相關訴訟。
4月26日，他被俄軍任命為赫爾松州州長。
6月11日，弗拉基米爾·薩爾多取得俄罗斯护照，同其他22名赫爾松州居民為第一批赫爾松州取得俄羅斯護照的人員。
8月5日，俄佔區當局宣佈薩爾多因中毒，被送往莫斯科治療，期間俄軍委任赫爾松軍民總署主席謝爾蓋·叶利谢耶夫暫代州長，至9月18日恢復履行職務。
2023年11月8日，敖德萨法院在萨尔多缺席的情況下以叛国罪、通敌罪判處萨尔多15年监禁。